# Liisa Kauppinen
Liisa Kauppinen (Nurmo, 12 maggio 1939) è un avvocato finlandese.

## Biografia
È stata presidente dell'Associazione nazionale dei sordi della Finlandia dal 1976 al 1987, e poi per un secondo mandato dal 1991 al 2006. Nel 2013 è stata premiata dall'Organizzazione delle Nazioni Unite per i diritti umani, a New York presso la sede dell'ONU. Vicepresidente della World Federation of the Deaf tra il 1980 e il 1983, ne è divenuta in seguito segretaria generale (1987). Nel 1995 è stata la prima donna a essere eletta presidente dell'organizzazione mondiale dei sordi. Nel 2003, alla fine del mandato, si è dimessa. Tra il 1983 e il 2003, sotto la sua guida, ha portato il WFD ad arricchirsi di numerosi stati membri. È stata nominata presidentessa onoraria del WFD.